# الانتخابات الرئاسية الأذربيجانية 2024
جرت الانتخابات المبكرة الرئاسية في أذربيجان في 7 فبراير 2024. وأصبحت الانتخابات الرئاسية التاسعة في البلاد والثانية المبكرة على التوالي. 

## العملية الانتخابية
وفقا للتغييرات التي اعتمدت بعد الاستفتاء الدستوري الذي أجري في أذربيجان عام 2016، يجري انتخاب رئيس أذربيجان لمدة 7 سنوات. ورغم انتهاء ولايته الرئاسية في أكتوبر/تشرين الأول 2018 بعد الاستفتاء، إلا أن إلهام علييف حصل على قرار بإجراء انتخابات مبكرة.
وهكذا، في 11 أبريل 2018، أجريت انتخابات مبكرة، وأكمل الرئيس إلهام علييف، بعد أن حصل على 3.394.898 (٪86.02) صوت من الأصوات، وحصل في الانتخابات على المركز الأول وانتخب رئيسًا لجمهورية أذربيجان للمرة الرابعة ولمدة 7 سنوات.
وفقا للمعلومات التي قدمتها لجنة الانتخابات المركزية لجمهورية أذربيجان في 19 سبتمبر 2023، اعيد تنظيم الدوائر الانتخابية في أذربيجان. ولقد ذكر الرئيس إلهام علييف ثلاثة أسباب لتغيير موعد الانتخابات المقرر إجراؤها في عام 2025: والسبب الأول هو الاستعادة الكاملة لسيادة أذربيجان وسلامة أراضيها في أيلول/سبتمبر من العام الماضي، والانتخابات تكمل الدورة بأكملها؛ والسبب الثاني هو إجراء الانتخابات لأول مرة في جميع أنحاء البلاد، بما في ذلك الأراضي المحررة من الاحتلال الأرمني؛ والسبب الثالث هو انتهاء رئاسة إلهام علييف التي دامت 20 عاما وبدء عهد جديد وتحديد أهداف جديدة.

## المرشحون
| الرقم | الصورة | الإسم            | الحزب                                   | ملاحظات |
| ----- | ------ | ---------------- | --------------------------------------- | ------- |
| 1     |        | إلهام علييف      | حزب أذربيجان الجديدة                    |         |
| 2     |        | زاهد عروج        | محايد                                   |         |
| 3     |        | فاضل مصطفى       | حزب البناء الكبير                       |         |
| 4     |        | قودرات حسنقولييف | حزب الجبهة الشعبية الأذربيجانية بالكامل |         |
| 5     |        | رازي نورولاييف   |                                         |         |
| 6     |        | الشاد موساييف    |                                         |         |